# Boéthos de Cilicie
Pour les articles homonymes, voir Boéthos.
Boéthos de Cilicie fut un gouverneur de Cilicie du Ier siècle av. J.-C.
Boéthos serait devenu gouverneur de Cilicie, siégeant à Tarse, sous le second triumvirat. Selon Strabon, Boéthos aurait été un mauvais citoyen et un mauvais poète et gouvernait comme un tyran à Tarse, mais savait s'attirer l'amour du peuple grâce à de basses flatteries. Il aurait composé en l'honneur de Marc Antoine un poème du nom de La Victoire de Philippes. Marc Antoine le nomma gymnasiarque de Tarse. Accusé par les habitants de détournement d'approvisionnements, notamment d'huile, il parvint à se disculper devant Marc Antoine.
Le philosophe stoïcien Athénodore, originaire de Canana (près de Tarse), renverse son gouvernement vers 10 av. J.-C. Nous ne savons pas ce qu'il devient par la suite.
Un poème conservé dans l’Anthologie grecque (IX, 248) lui est attribué.